# Авшалом (печера)
Авшалом (івр. מערת אבשלום), інша назва — Сорек (араб. مغارة سوريك) — карстова печера, одна з найкрасивіших і відвідуваних визначних пам'яток Ізраїлю. Вважається найбільшою і красивою печерою в Ізраїлі. Печера знаменита унікальними сталактитами і сталагмітами. Нарости дивовижних форм, що нагадують декорації фантастичних фільмів, були сформовані з змішаної з вапняком води, насиченої вуглекислим газом і стікає по стелі та стінах печери протягом сотень тисяч років. Сталагміти досягають чотириметрової висоти і, зливаючись зі сталактитами, утворюють химерні стовпи, підсвічені різнокольоровими вогнями.

## Розташування
Печера Авшалом знаходиться на західних схилах Юдейських гір, на території заповідника Салом, в долині Сорек, за 3 км на схід від міста Бейт-Шемеш і за 28 км на південний захід від Єрусалима, в центральній частині Ізраїлю.

## Історія
Печера Авшалом загальною площею близько п'яти тисяч квадратних метрів була відкрита в 1968 році під час будівельних робіт з видобутку щебеню. Вивченням печери зайнялися геологи і з'ясували, що вона утворилася близько 25 млн років тому, коли гірська гряда юдейських горбів піднімалися над поверхнею води. Тисячоліттями вода, насичена вуглекислим газом, просочувалася через тріщини і крізь шар ґрунту, що і сформувало «оздоблення» карстової печери. Через побоювання за природні багатства підземної порожнини, вхід для широкої публіки був відкритий лише через сім років. За цей час усередині обладнали туристичні стежки і створили особливу систему освітлення сталактитів і сталагмітів. Свою назву печера отримала на честь ізраїльського солдата Авшалома Шохама, який загинув під час виснажливої війни, що тривала з 1967 по 1970 роки.

## Опис
Площа сталактитової печери близько 5 тис. м² (82 м в довжину і 60 м в ширину). Висота печери — 15 м.
У печері Авшалома можна познайомитися з напрочуд розмаїтим і химерним світом сталактитів і сталагмітів, деяким з яких більше 300 тис. років. Сталактити звисають зі стелі печери і іноді зливаються зі сталагмітами. Деякі сталактити досягають висоти близько 4 м, а діаметр утворень варіюється від декількох міліметрів до декількох метрів.
У печері Авшалома цілий рік зберігається особливий мікроклімат, через це карстові процеси тривають і багато сталактити і сталагміти продовжують рости. Крім сталактитів і сталагмітів в печері Авшалома є і інші гірські утворення, що нагадують корали, що звисають тканини, нецке, органні труби і грона винограду.

## Туризм

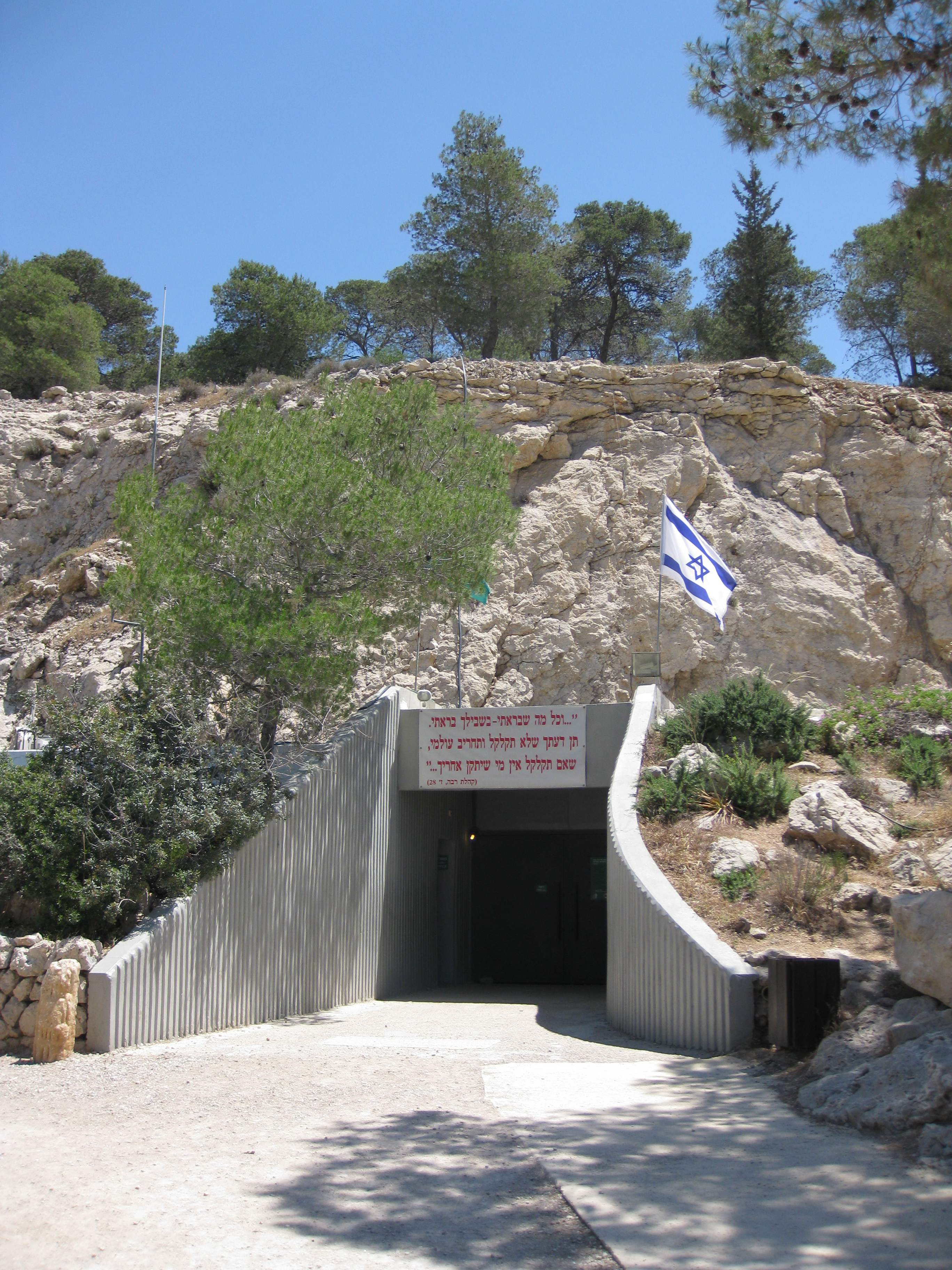
Вхід у печеру (квітень 2010 року)

Авшалом відкрита для туристів протягом усього року. Час роботи з квітня по вересень — з 8:00 до 17:00; з жовтня по березень — з 8:00 до 16:00. По п'ятницях печера працює з 8:00 до 15:00.
Екскурсії у супроводі гіда до печери Авшалом проводяться щодня, за винятком п'ятниці. Однак цього дня можливий самостійний огляд, який в середньому займає не більше години. У туристичному офісі неподалік від печери можна взяти аудіогід. Фото- і відеозйомка всередині печери заборонена. Перед відвідуванням підземних тунелів туристи можуть подивитися фільм про сталактити і сталагміти.
Усередині карстової печери досить слизько, тому про підходящої взуття варто подбати заздалегідь. Цілорічна температура в печері становить 22 °C; відносна вологість повітря — від 92 % до 100 %.
Вхід з дитячими колясками заборонений.
Вартість відвідування — 27 ILS (~ $7,0) для дорослих і 14 ILS (~ $3,6) для дітей.
Брошуру англійською мовою для відвідувачів печери можна скачати на сайті парків і заповідників Ізраїлю.

## Галерея

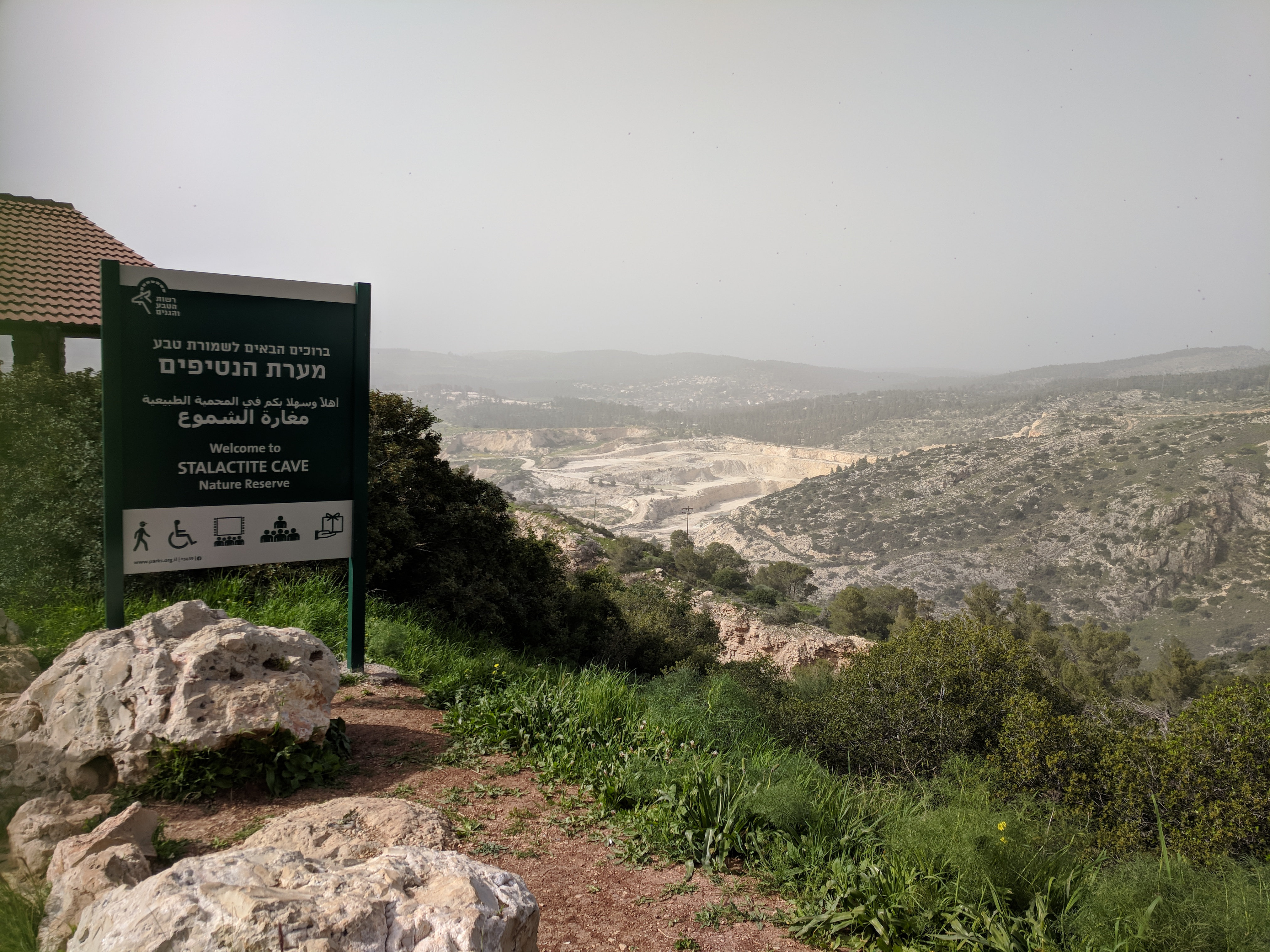
Вказівний знак (березень 2018 року)
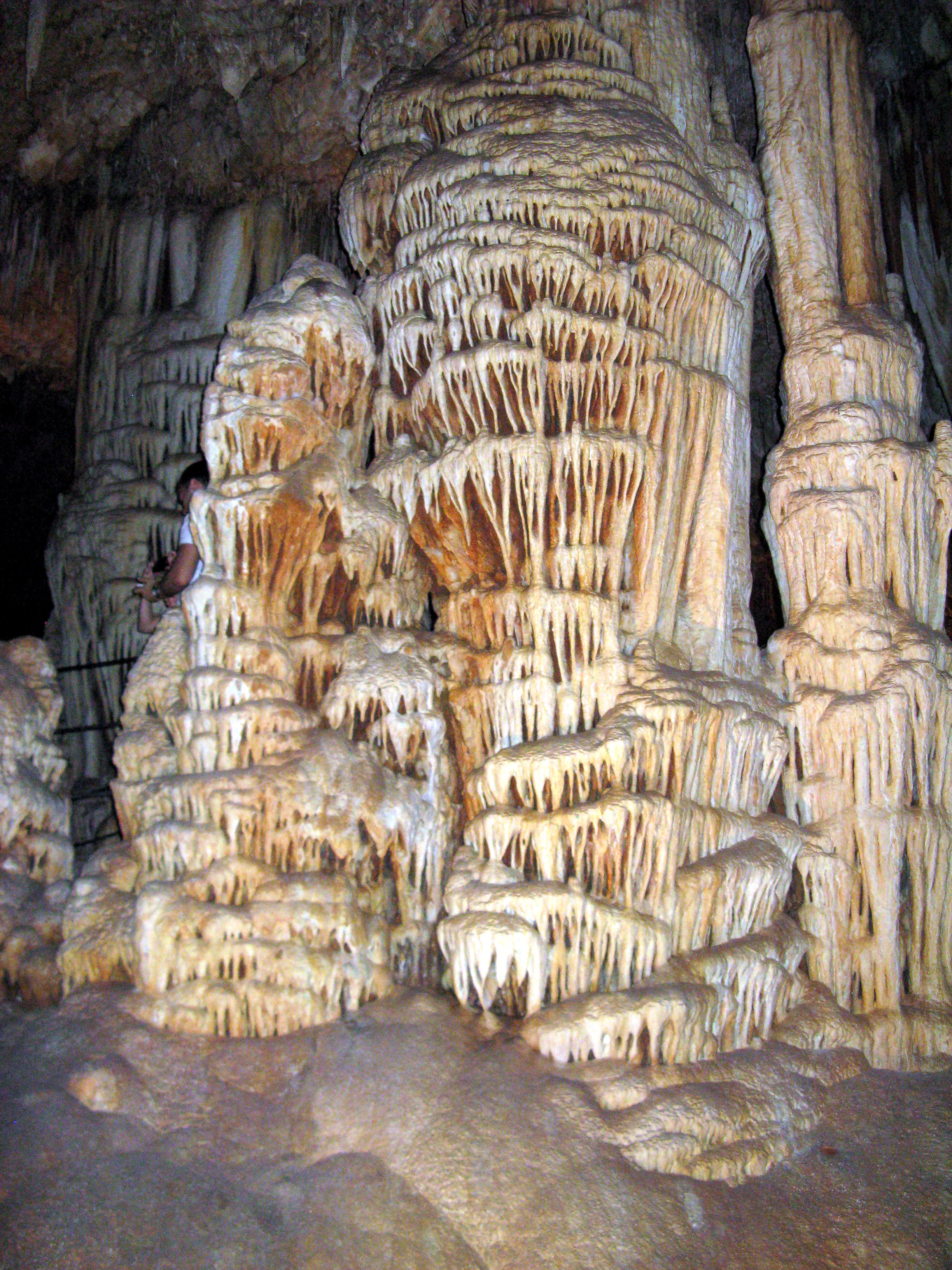
печерні відклади (березень 2011 року)
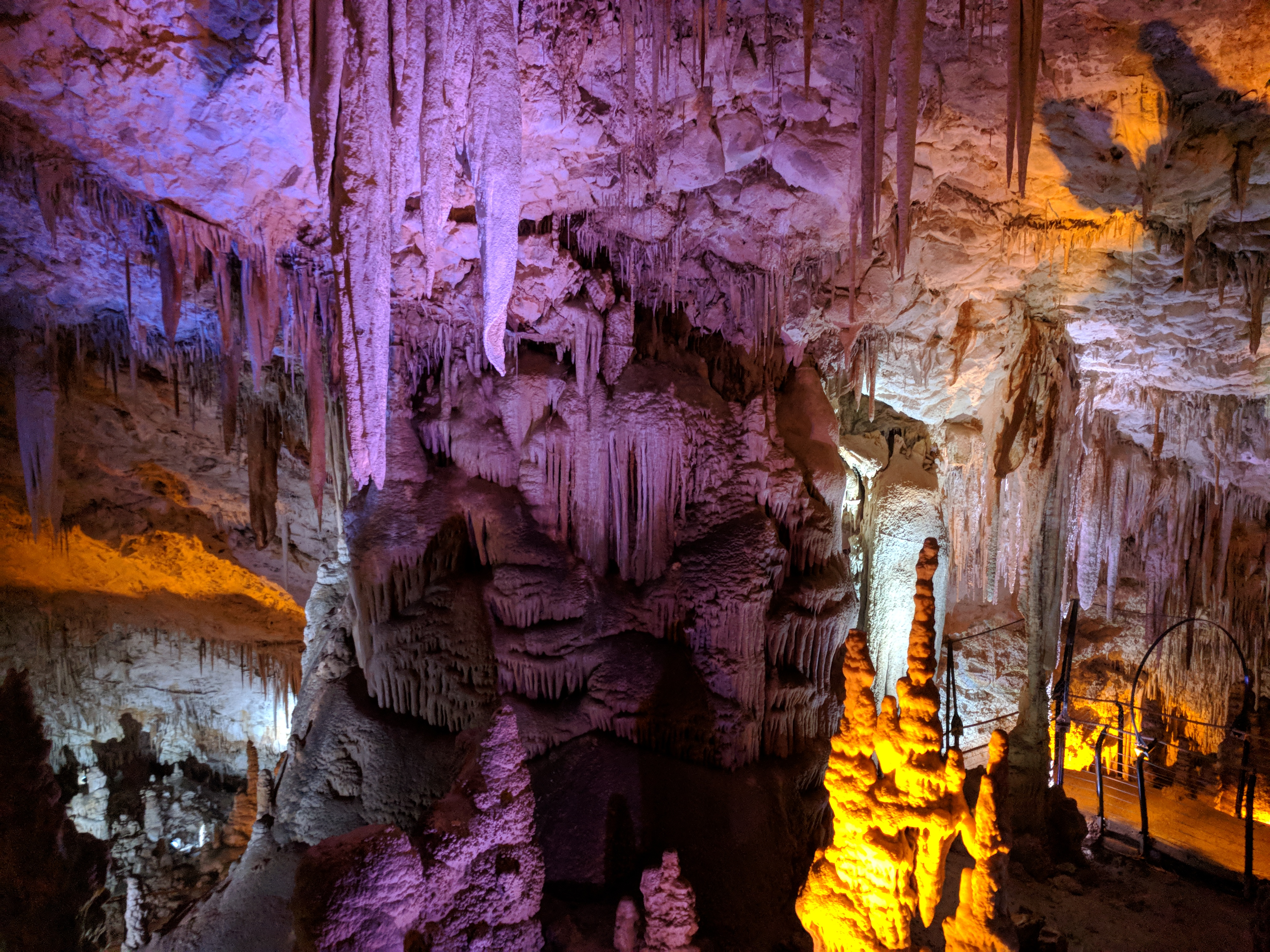
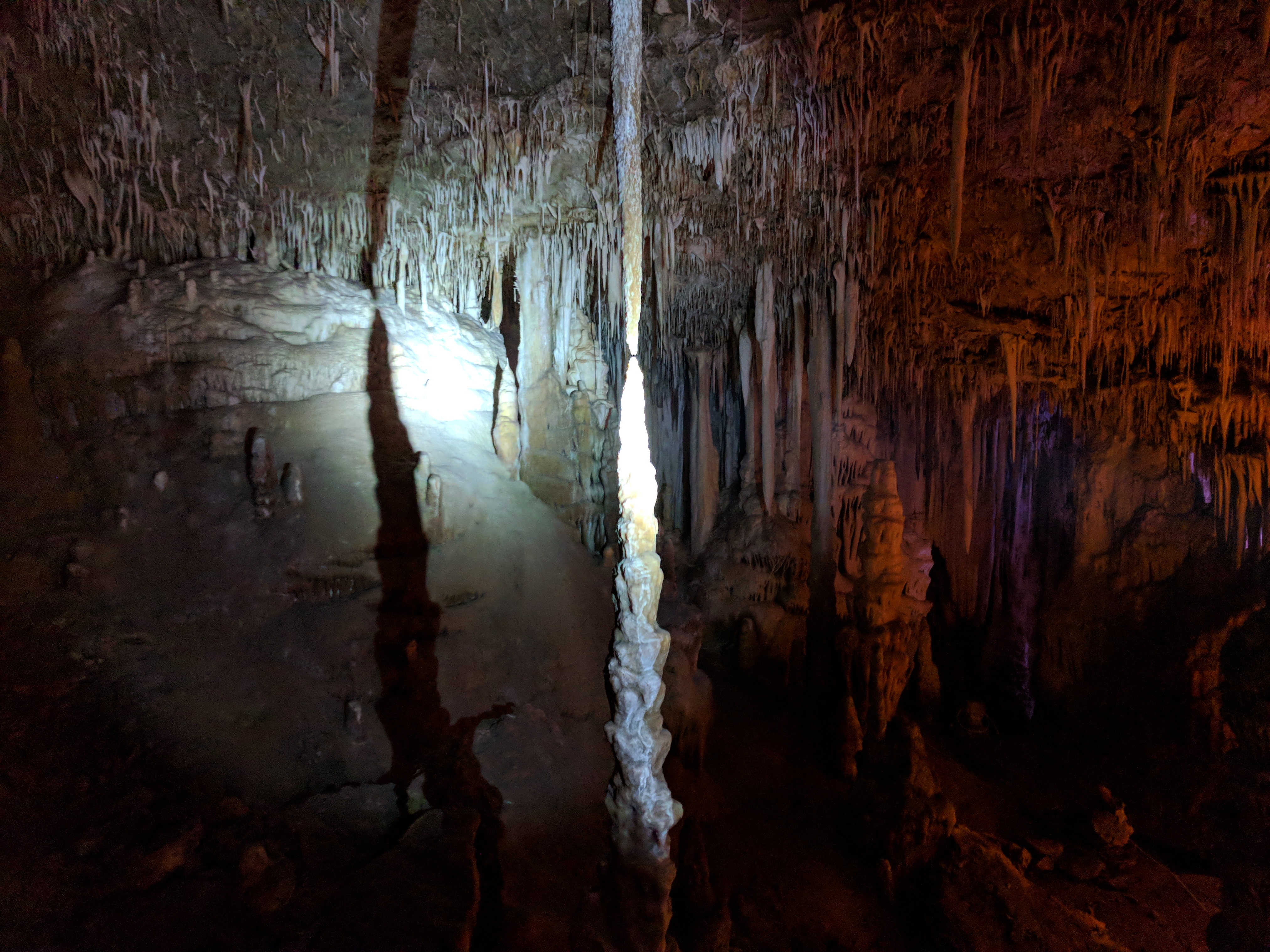
«Ромео і Джульєта» (березень 2018 року)
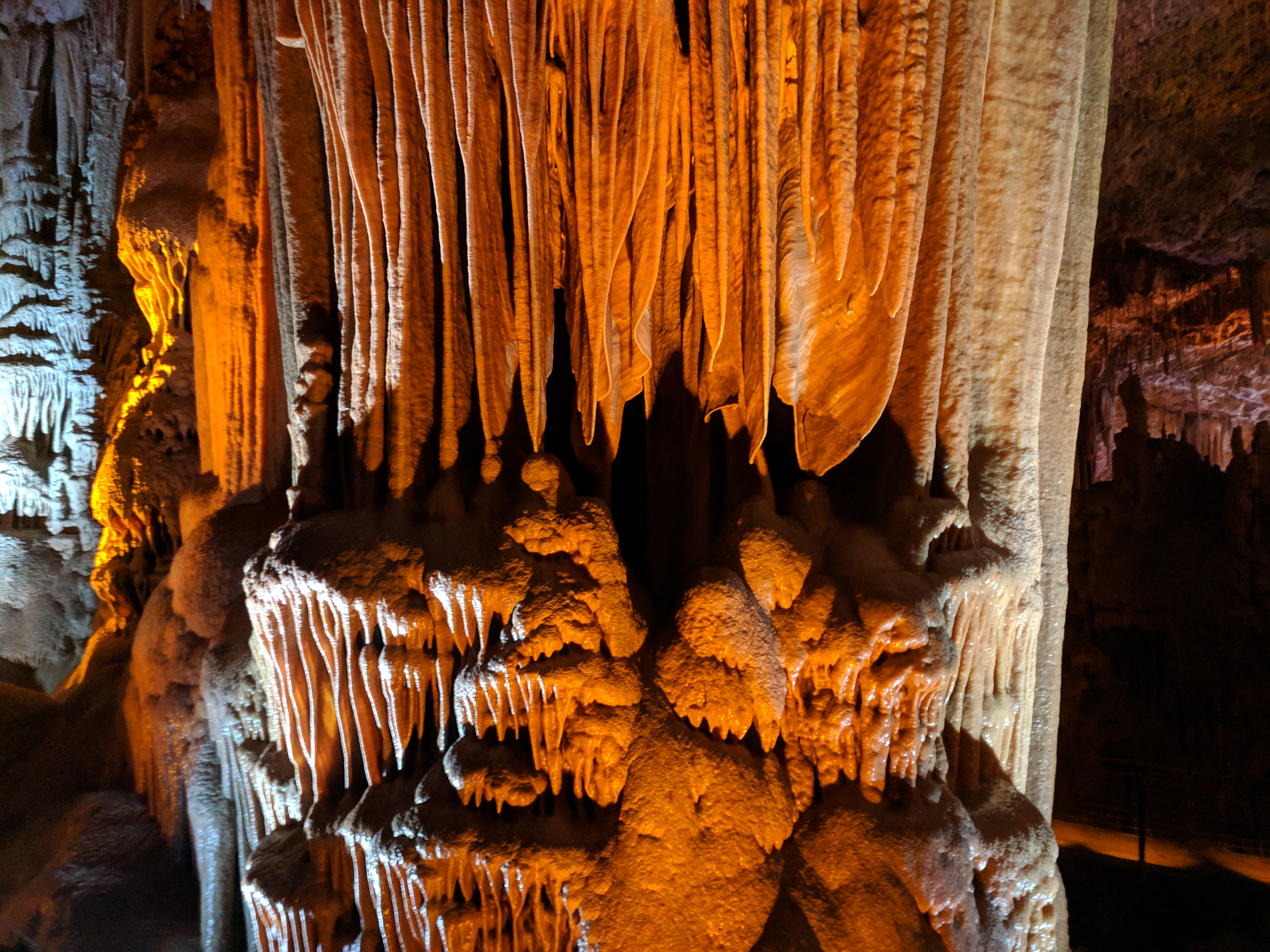
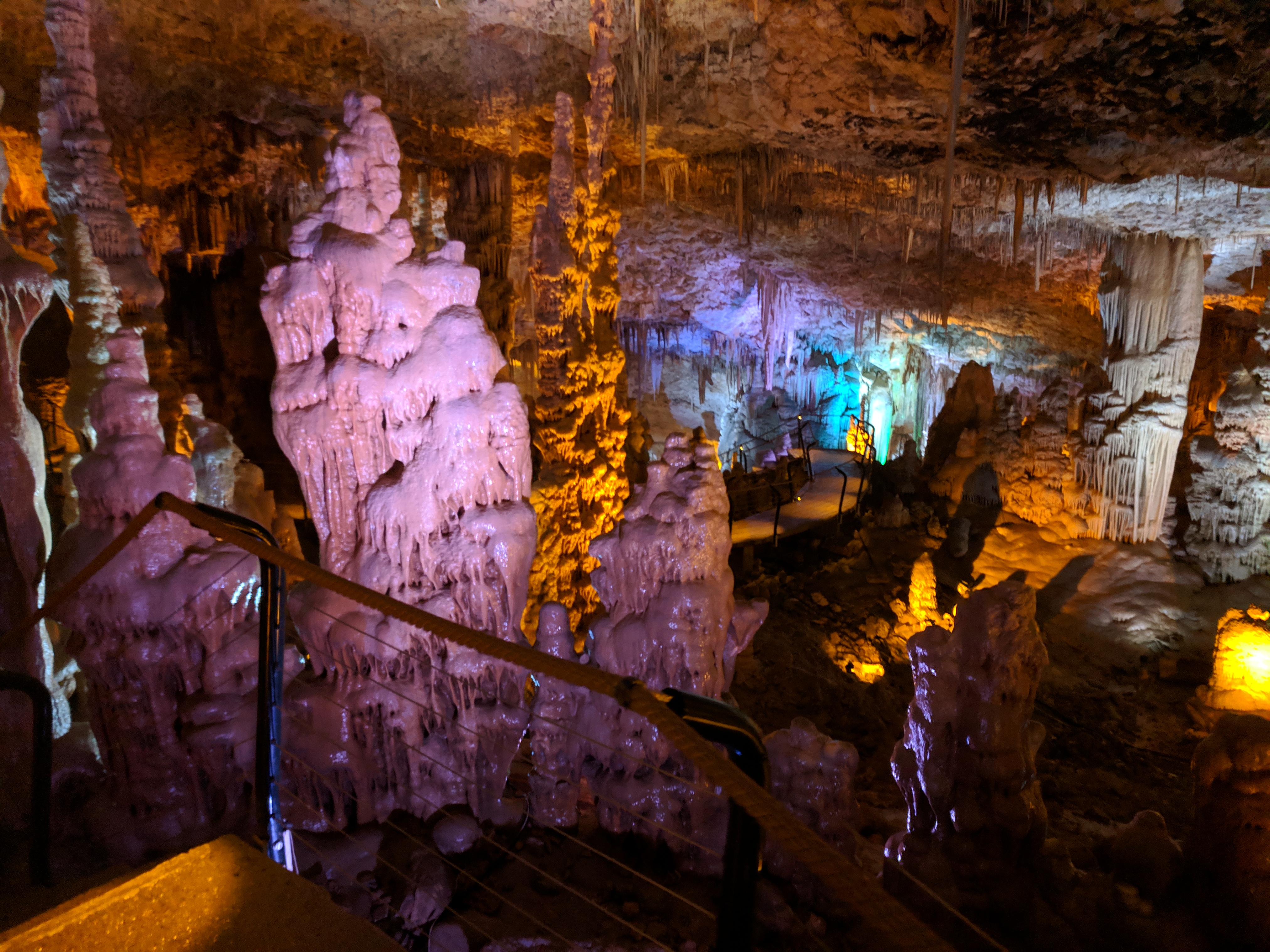
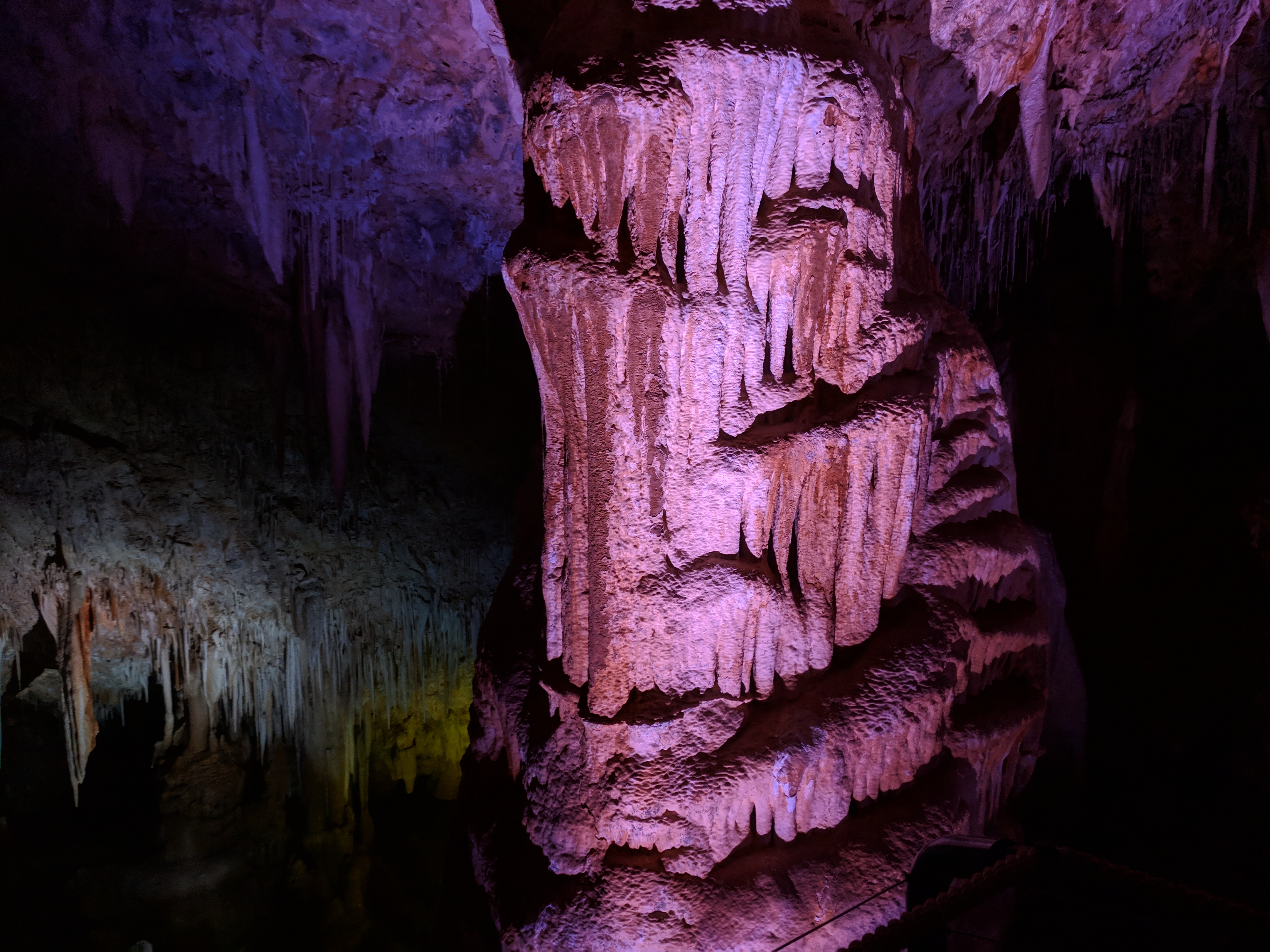
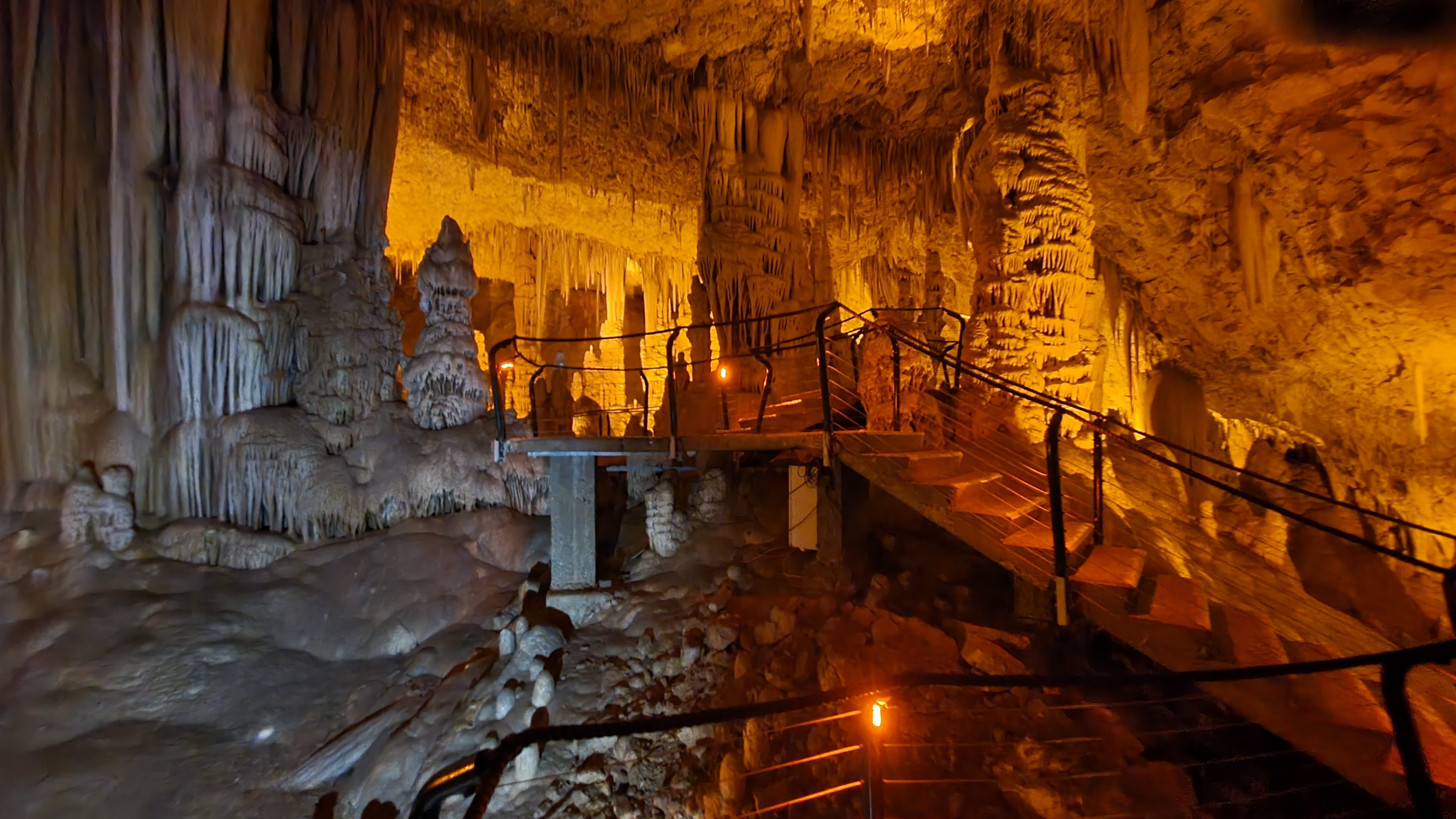
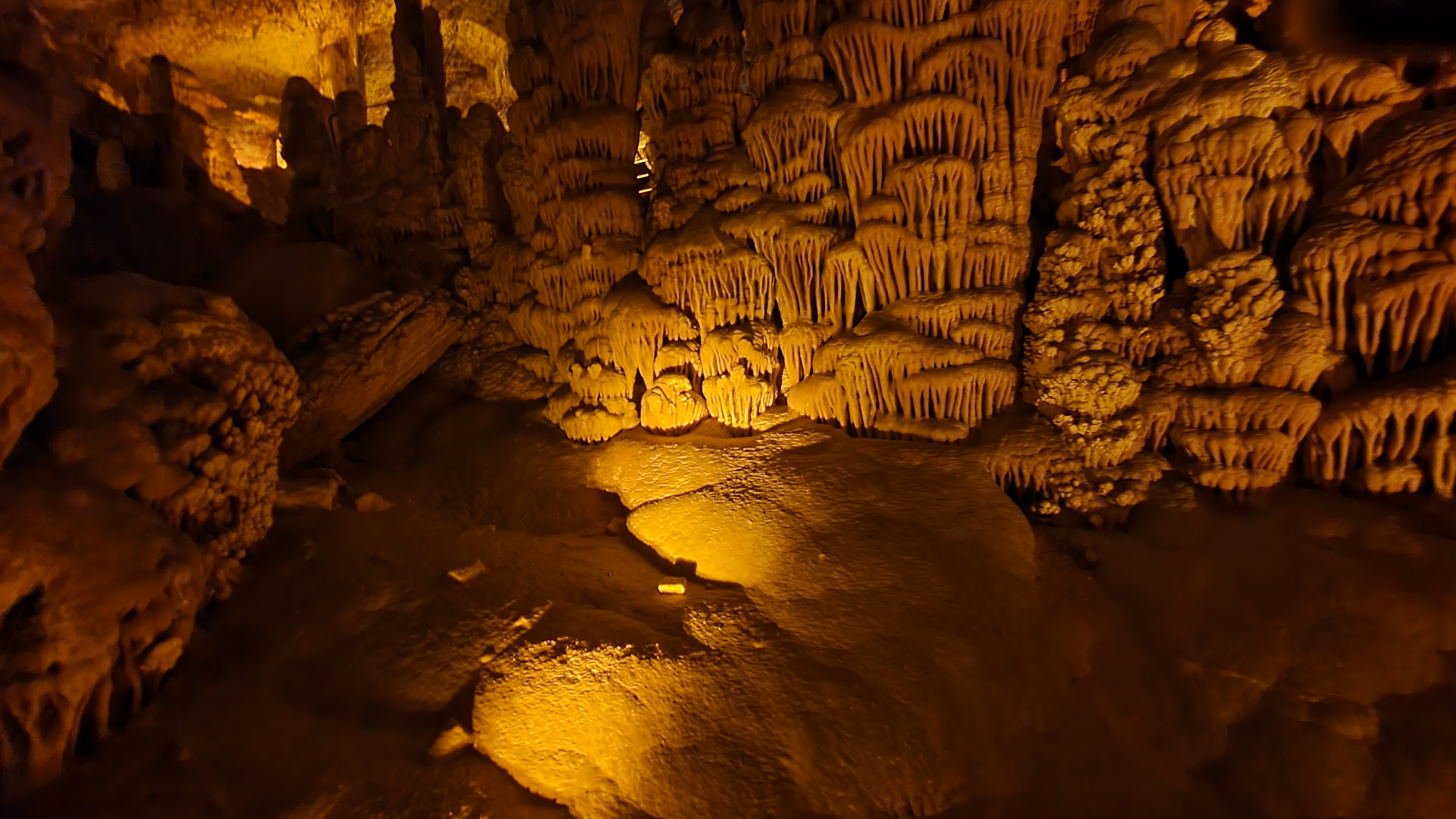